# Френсіс Б'юкенен-Гамільтон
Френсіс Б'юкенен-Гамільтон (англ. Francis Buchanan-Hamilton) — шотландський географ, зоолог і ботанік. Член низки літературних і наукових товариств. За фахом лікар.
Ввів назву «латерит».

## Біографія
Френсіс Б'юкенен народився у Шотландії, у графстві Стірлінгшир. Його сім'я належала до клану Б'юкенен. Він був третім сином в сім'ї. Після завершення середньої школи, у 1783 році вступив на медичний факультет Единбурзького університету. Отримавши освіту, працював лікарем у Ост-Індійській компанії, перебував у Азії у 1785, 1788—1789 і 1791 роках. З 1794 по 1815 роки працював хірургом у Бенгалії.
Його перша колекція була зібрана в Бірмі (М'янма) у 1795 році, де він супроводжував капітана Майкла Сімса, який їхав послом на Яву для заключення торговельних відносин.